# Phuong Kubacki
Phuong Kubacki (Wisconsin, Estados Unidos, 26 de julio de 1994, en vietnamita; Phương Nguyên) es una actriz y modelo vietnamita-estadounidense.

## Primeros años
Nació como Phương Nguyên en Wisconsin de padres inmigrantes vietnamitas. Fue criada en diferentes ciudades como Phoenix, Chicago y Atlanta. Se mudó a Los Angeles para perseguir una carrera en la actuación.

## Vida personal
Estác asada con Todd Kubacki desde 2018 y residen en Phoenix, Arizona.

## Filmografía

### Cine
| Año  | Título                                                  | Rol                | Notas |
| ---- | ------------------------------------------------------- | ------------------ | ----- |
| 2007 | The Kingdom                                             | FBI Agent          |       |
| 2011 | Take Me Home Tonight                                    | Party Attendant    |       |
| 2019 | Dying for a Baby                                        | Sloane             |       |
| 2019 | A Promise to Astrid                                     | Madison            |       |
| 2019 | John Light                                              | Sam Garrett        |       |
| 2019 | A Child of the King                                     | Hanito Soto        |       |
| 2019 | The Last Responders: Life After Death                   | Reporter           |       |
| 2020 | Max Reload and the Nether Blasters                      | Kinicom Translator |       |
| 2020 | Run Hide Fight                                          | Agent #1           |       |
| 2020 | Dinosaur World                                          | Lily               |       |
| 2020 | Dashing in December                                     | Suzanne            |       |
| 2021 | She Watches From the Woods                              | Valerie            |       |
| 2021 | Don't Sweat the Small Stuff: The Kristine Carlson Story | Delivery Doctor    |       |
| 2022 | End of the Road                                         | Cashier            |       |
| 2023 | We Have a Ghost                                         | H&R Block #2       |       |
| 2023 | Cabin Girl                                              | Dottie Logan       |       |
| 2023 | The Bikeriders                                          | Gail               |       |
| 2023 | Reconquest                                              | Reporter           |       |
| 2024 | Altered Reality                                         | Yoga Instructor    |       |
| 2025 | Captain America: Brave New World                        | TBA                |       |

### Televisión
| Year | Title                 | Paper              | Notes |
| ---- | --------------------- | ------------------ | ----- |
| 2021 | NCIS: New Orleans     | Ms. Wong           |       |
| 2021 | Walker                | Police Officer     |       |
| 2021 | Two Sides: Unfaithful | Charlie            |       |
| 2021 | Chicago P.D.          | Young Reporter     |       |
| 2021 | Covenant              | Nurse              |       |
| 2021 | Truth Be Told         | Jill               |       |
| 2021 | MacGruber             | NSA Agent          |       |
| 2022 | Chicago Med           | Vera Marshall      |       |
| 2022 | Better Call Saul      | Casa Tequila Nurse |       |
| 2022 | Blue Bloods           | Leyla              |       |
| 2022 | Amber Brown           | Sheila             |       |
| 2023 | Servant               | Chef Abby          |       |
| 2024 | General Hospital      | Gemma Compton      |       |